# 佐藤邦之助
佐藤 邦之助（さとう くにのすけ、1894年 - 1981年）は、日本の牧師。バークレー・バックストン、堀内文一らの薫陶を受け、長年日本イエス・キリスト教団を指導した。

## 生涯
- 1894年 島根県大原郡木次町（現・雲南市木次町）に生まれる。
- 1998年 バークレー・バックストン、堀内文一、秋山由五郎らの伝道によって一家が回心する。
- 1915年 日本伝道隊神戸聖書学校(現、関西聖書神学校)に入学する。同級生は、舟喜麟一、鋤柄熊太郎、柘植不知人、沢村五郎、柘植不知人、小島伊助、野畑新兵衛である。
- 1918年 神戸聖書学校卒業して、香登教会の牧師になる。
- 1920年 岡山各地で伝道を開始する。独立自給精神で教会を開拓した。堀内文一が全面的に協力した。
- 1930年 12の教会でイエス・キリスト召団を結成して主幹になる。
- 1935年 イエス・キリスト召団と聖書教会が合同して、イエス・キリスト教団になる。佐藤が理事長になる。
- 1941年 基督伝道隊、基督復興教会と共に、日本基督教団第7部の日本伝道基督教団になる。
- 1951年 日本基督教団を離脱して、塩屋の聖書学校に集まり、日本イエス・キリスト教団を結成した。初代委員長は小島伊助がなった。